# Michaela Community School
Die  Michaela Community School (abgekürzt MCS oder Michaela) ist eine gemischte, kostenlose, staatlich finanzierte Freie Privatschule (Free School) mit einer Sekundarschule (High School) für die Altersgruppe von 11 bis 16 Jahre und einer anschließenden zweijährigen Sixth Form  (Oberstufe, 16 bis 18 Jahre) in Wembley, London Borough of Brent, England. Brent ist einer von zwei Londoner Bezirken, in denen die ethnischen Minderheiten die Bevölkerungsmehrheit stellen.
Die MCS nahm 2019 erstmals mit einer Schülergruppe an den nationalen GCSE-Prüfungen teil und platzierte sich mit einem vier Mal besseren Resultat als der nationale Durchschnitt unter die führenden Schulen des Vereinigten Königreichs.

## Geschichte
Die Michaela Schule wurde im September 2014 von Katharine Birbalsingh und Suella Braverman gegründet. Sie wurde nach Birbalsinghs ehemaliger Kollegin Michaela Emanus benannt. Sie startete 2014 mit 120 Schülern, 2017 waren es 597 und für 2020 sind 840 geplant, inklusive einer Sixth form (letzte 1–3 Jahre der Sekundarschule). Die Schüler, die zur Michaela Schule kommen, können sich keine Privatschule leisten. Aber sie brauchen Ordnung und Disziplin im Leben, die ihnen in ihren Familien und Gemeinschaften oft fehlen. Die Schule wird von vielen Medien als strikteste Schule Grossbritanniens verunglimpft.
Das Office for Standards in Education, Children's Services and Skills (Ofsted) beurteilte die Schule 2017 aufgrund ihrer Inspektion als hervorragend (outstanding).
Beim Progress 8-Benchmark erreichte die Schule auf nationaler Ebene den fünften Platz.
Im November 2019 wurde die Schule von Andreas Schleicher, OECD-Direktor, besucht und gelobt. Im Dezember 2019 wurde sie vom The Good Schools Guide als eine von 12 Schulen ausgewählt und als „Streng, aber mit einem warmen Herz, das unter der Oberfläche schlägt, schafft Michaela eine sichere, aber anregende Umgebung und die Möglichkeit zu fliegen“ bewertet.
Eine bewilligte Filiale soll 2023 in Stevenage, Herfordshire eröffnet werden.

## Schulkonzept
Im Buch Battle Hymn of the Tiger Teachers von 2016 wurden Michaelas Lehrmethoden mit dem traditionellen Klassenunterricht von Lehrern der Schule beschrieben. Üben und Auswendiglernen gelten als wichtig für den Schulerfolg. Die Schüler lernen in einem Jahr statt wie üblich in zwei lesen. Sie schreiben mehrere Aufsätze pro Jahr, lernen Gedichte auswendig und lesen in drei Jahren fünf Shakespeare-Stücke.
Der Schwerpunkt der Schule liegt auf der Disziplin. Es gibt Null-Toleranz in Bezug auf schlechtes Verhalten. In einer „Boot-Camp“-Woche zu Beginn des Jahres werden die Schüler mit den Regeln und den Folgen eines Regelverstoßes bekannt gemacht. In den Klassenzimmern sitzen die Schüler in den traditionellen Bankreihen. In den Schulgängen gehen sie hintereinander, ohne Lärm zu machen. Ihnen wird eine Kultur der Gegenseitigen Hilfe beigebracht, wo man sich gegenseitig und in den Familien hilft und Erwachsenen in Bussen und der U-Bahn den eigenen Platz anbietet.

## Publikationen
- Katherine Birbalsingh et al.: Battle Hymn of the Tiger Teachers: The Michaela Way. John Catt Educational Ltd, Woodbridge (Suffolk) 2016, ISBN 978-1-909717-96-1[9][10]
- Katharine Birbalsingh et al.: Michaela: The Battle For Western Education. Tiger Teachers Take Two: The Michaela Way. John Catt Educational Ltd, Woodbridge (Suffolk) 2020, ISBN 978-1-912906-21-5)